# Třída Tešio
Třída Tešio je třída hlídkových lodí japonské pobřežní stráže. Jedná se o výrazně zvětšenou modernizovanou verzi hlídkových lodí třídy Bihoro. Jejich hlavním úkolem je pobřežní hlídkování, ochrana rybolovu nebo mise SAR ve výhradní námořní ekonomické zóny země. Celkem bylo postaveno 14 jednotek této třídy.

## Stavba

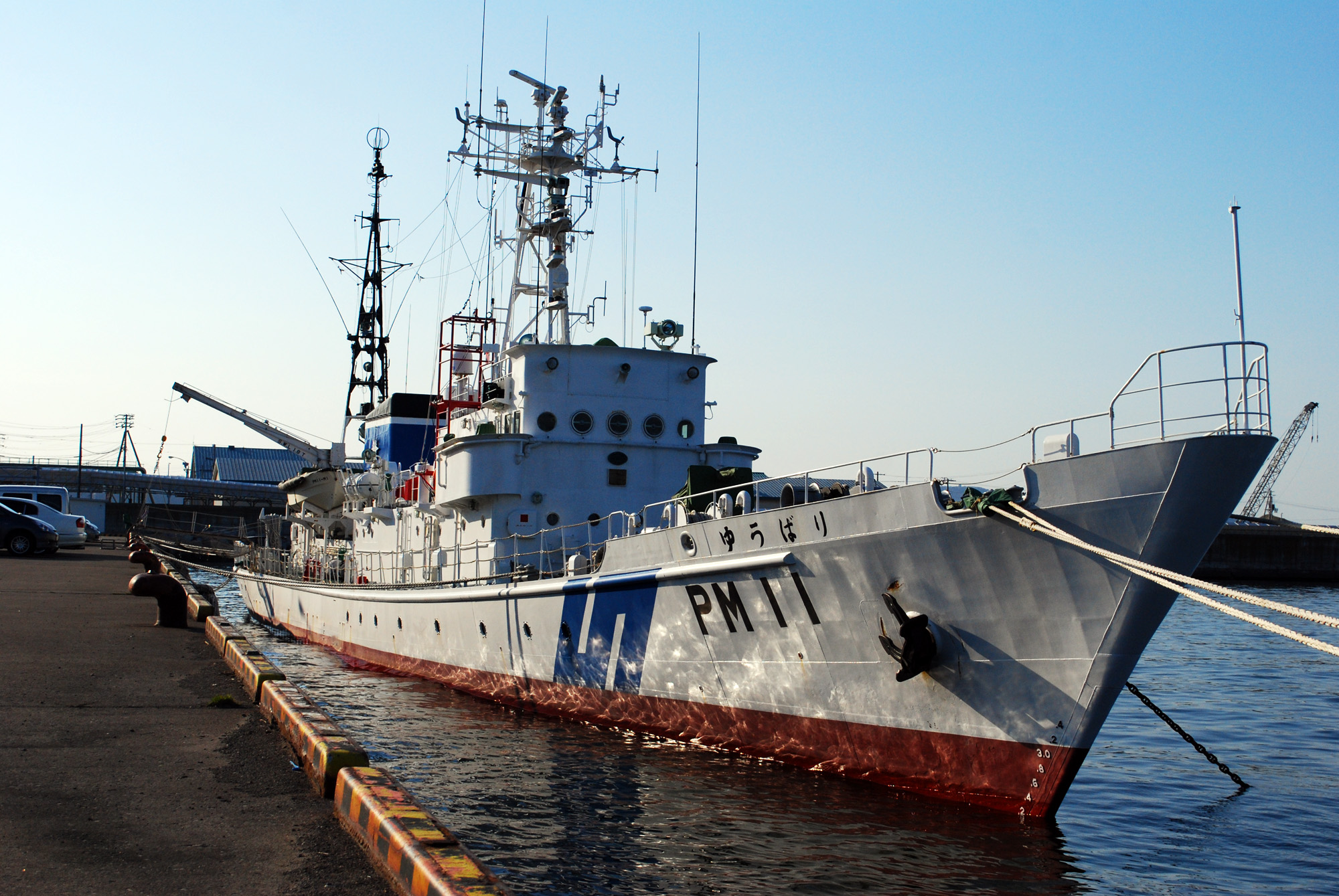
Júbari (PM-11)

Jednotky třídy Tešio:
| Jméno            | Vstup do služby    | Status                                                              |
| ---------------- | ------------------ | ------------------------------------------------------------------- |
| Nacui (PM-01)    | 30. září 1980      | Vyřazena 3. června 2013, původní název jako Tešio.                  |
| Kitakami (PM-02) | 29. srpna 1980     | Vyřazena 5. února 2018, původní název jako Oirase.                  |
| Bihoro (PM-03)   | 30. září 1980      | Vyřazena 5. března 2013, původní název jako Ečizen.                 |
| Tokači (PM-04)   | 24. března 1981    | Vyřazena 6. září 2017                                               |
| Hitači (PM-05)   | 19. března 1981    | Vyřazena 5. února 2018                                              |
| Okicu (PM-06)    | 17. března 1981    | Vyřazena 3. června 2011                                             |
| Isacu (PM-07)    | 18. února 1982     | Vyřazena 30. října 2017                                             |
| Čitose (PM-08)   | 15. března 1983    | Vyřazena 28. srpna 2022                                             |
| Mabeči (PM-09)   | 10. března 1983    | Vyřazena 28. prosince 2018, původní název jako Kuwano.              |
| Isacu (PM-10)    | 30. srpna 1984     | Vyřazena 21. června 2019, původní název jako Sorači.                |
| Júbari (PM-11)   | 28. listopadu 1985 | Vyřazena 4. prosince 2023                                           |
| Motoura (PM-12)  | 21. listopadu 1986 | Vyřazena 22. prosince 2024                                          |
| Kurose (PM-13)   | 13. listopadu 1986 | Vyřazena 13. března 2025, původní název jako Kano, Išikari a Muromi |
| Takatori (PM-14) | 1. června 1988     | aktivní, původní název jako Sendai, Curumi                          |

## Konstrukce
Plavidla jsou vyzbrojena jedním rotačním 20mm kanónem JM61-M Sea Vulcan ovládaným člověkem na přídi. Plavidla jsou vybavena záchranářskými čluny ze sklolaminátu. Pohonný systém tvoří dva diesely Niigata 6M31EX či Fuji 6SD32H, každý o výkonu 1500 hp, pohánějící dva lodní šrouby. Nejvyšší rychlost dosahuje 18 uzlů.